# Parada de Iliada
Iliada es una parada de la línea Ibaiondo - Salburua del tranvía de Vitoria, explotado por Euskotren Tranbia. Fue inaugurada el 11 de abril de 2023 junto a las paradas de Santa Luzia, La Unión, Nikosia y Salburua.

## Localización
La parada se encuentra ubicada en el paseo de La Iliada, próxima al centro cívico de Salburua.